# Massakern i Bowling Green

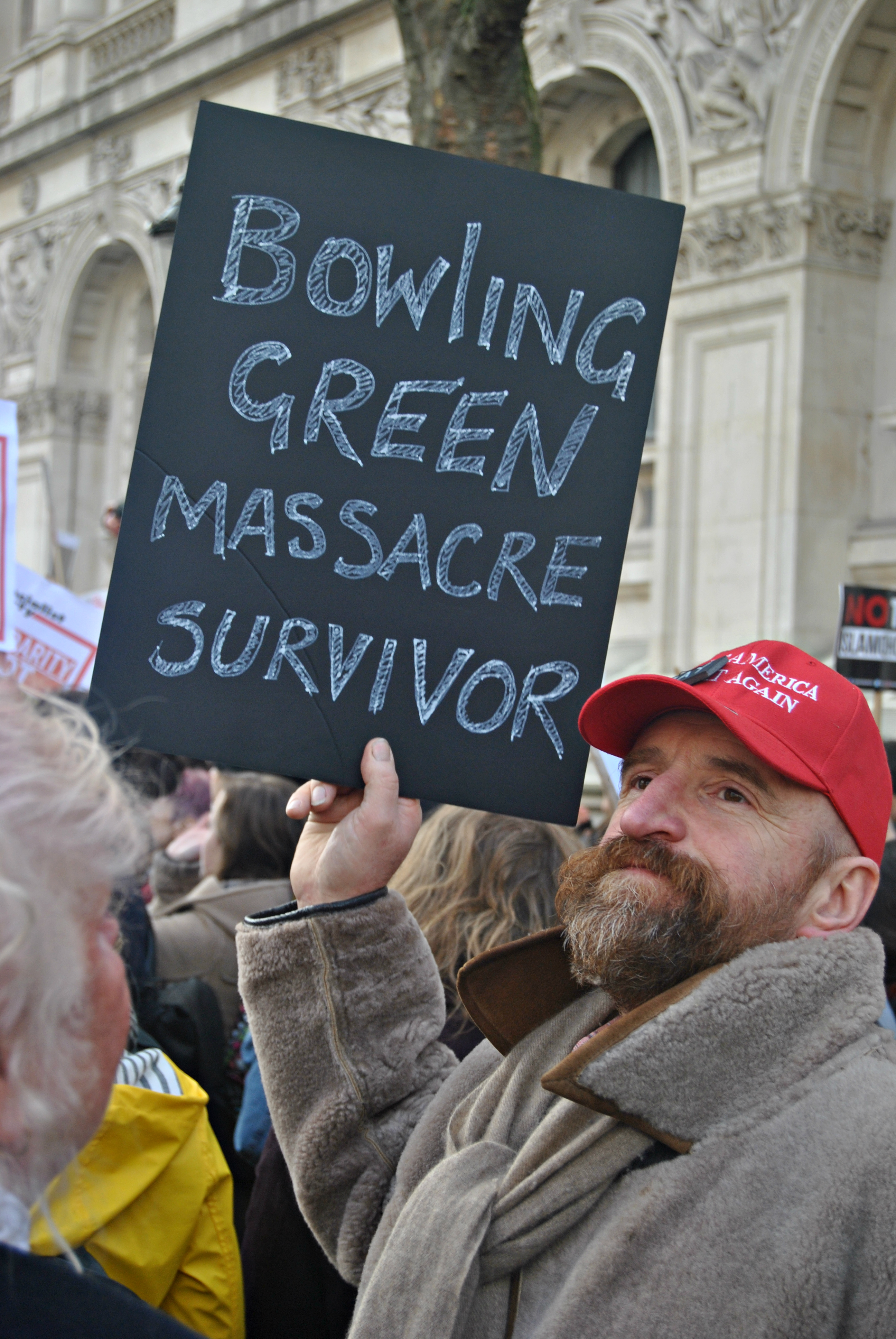
Demonstrant

Massakern i Bowling Green (engelska: Bowling Green massacre) är ett terrordåd som aldrig ägt rum. President Donald Trumps rådgivare Kellyanne Conway började hänvisa till händelsen den 29 januari 2017 och citerade händelsen som ett berättigande av Donald Trumps inreseförbud för personer från sju länder med muslimska majoritetsbefolkningar. Händelsen inträffade dock aldrig. Conway berättade den 3 februari 2017 att hon hänvisade egentligen till en händelse som inträffade 2011, då två irakiska flyktingar arresterades i Bowling Green. Flyktingarna anklagades för att ha försökt lämna materiellt stöd till terrorister och till al-Qaida i Irak. De dömdes senare till fängelse för att ha skickat vapen och pengar till al-Qaida i Irak med syftet att döda amerikanska soldater men männen hade inga planer på någon attack i USA.